# Marosvásárhely polgármestereinek listája
Marosvásárhely polgármesterei (1854-ig a főbíró – Judex Primarius megnevezést használták):

## 1487 és 1599 között
- Szabó Balázs (1487)
- Kárpentzky Thamás (1538)
- Nyerges Sebestyén (1563)
- Borsos Sebestyén (1565)
- Szabó Illyés (1576)
- Kováts Pál (1589)
- Szabó Péter (1595)
- Tömösváry Szabó György (1598)
- Köpetzi György (1599)

## 1600 és 1701 között
- Kováts (Varga) Pál (1600)
- Borsos Tamás (1602)
- Nagy Szabó János (1605)
- Kováts György Deák (1612)
- Nagy Szabó Mihály (1616)
- Rosnyai Szabó Dávid (1625)
- Középső v. Nagy Szabó Péter (1627)
- Nagyobb Szőts István (1628)
- Id. Csizmadia Péter (1633)
- Borbély Lukáts (1637)
- Nagyobb Szabó Péter (1638)
- Tordai Pál Deák (1639)
- Tordai Pál Deák (1640)
- Nagyobb Szabó Péter (1641)
- Tordai Pál Deák (1642)
- Nagyobb Szabó Péter (1643)
- Tordai Pál Deák (1644)
- Nagy alias Középső Szabó Péter (1645)
- Nagyobb Szabó Péter (1646)
- Vidombáki Szőts Márton (1647)
- Ötves Márton (1649)
- Vágási István (1650)
- Magotsi (Nyírő Szabó) Miklós (1652)
- Vásárhelyi Kováts (Kováts Szabó, Szabó) Ferenc (1653, 1655, 1657–1659, 1662)
- Szilágyi Csiszár János (1666)
- Nyerges György (1676)
- Nyírő (Szabó) István (1681)
- Lakatos (Ötves) Márton (1687)
- Halmágyi G. Mihály (1693)

## 1701 és 1803 között
- Kováts Miklós (1701)
- Rosnyai Szabó István (1702)
- Berkeszi Márton (1703)
- Borbély (Szőts) István (1705)
- Litteráti Olajos György (1713)
- Kolozsvári Szőts Dániel (1718)
- Csapai Ferentz (1731)
- Vásárhelyi (Borbé) István (1735)
- Szabó István (1736)
- Rósnyai István (1739)
- Kelemen Zsigmond (1748)
- Nemes (Szőts) György (1750)
- Görög György (1752)
- Trombitás István (1762)
- Csike József (1764)
- Nagy Szabó István (1767)
- Görög József (1768)
- Göntzi János (1770)
- Farkas László (1776)
- Sz. Nyírő Sámuel (1783)
- Sánta Antal (1786)
- Aranka Dániel (1790)
- Borosnyai János (1791)
- Filep Sámuel (1796)
- Gyöngyösi József (1798)

## 1803 és 1902 között
- Nemes Pál (1803)
- Manxfeldi Nemes György (1807)
- Marusi Mihály (1816)
- Peiellé Ventzel (1819)
- Borosnyai Lukáts László (1826)
- Hajnal József (1829)
- Lázár János (1833)
- Erszényes József (1836)
- Lázár János (1852)
- Petri Ádám (1854)
- Fekete József (1863)
- Borosnyai Pál (1872)
- Ajtay Mihály (1875)
- Kovács Soma (1881)
- Borosnyai Pál (1884)
- Györfi Pető (1887)
- Geréb Béla (1890)

## 1902 és 2000 között
- dr. Bernády György (1902–1913)
- Hofbauer Aurél (1913–1917)
- dr. Marty Ferenc (1917–1919)
- dr. Valer Ghibu (1919–1920)
- dr. Cornel Albu (1920)
- dr. Ioan Harșia (1920–1922)
- dr. Emil Dandea (1922–1926)
- dr. Bernády György (1926–1929)
- dr. Adrian Popescu (1929–1930)
- dr. Ioan Pantea (1930–1931)
- dr. Iustin Nestor (1931)
- Costin Maximilian (1931)
- dr. Petru Musca (1931–1932)
- dr. Ioan Pantea (1932–1933)
- Nicolae Ionescu (1933–1934)
- dr. Emil Dandea (1934–1937)
- Dumitriu Gheorghe (1937–1939)
- Eugen Curta (1939–1940)
- Májai Ferenc (1940–1944)
- Zsák Adolf József (1944–1945)
- Soós József (1945–1952)
- Puskás László (1952–1953)
- Szőcs Béla (1953–1956)
- Udvarhelyi József (1956–1960)
- Bodor András (1960–1961)
- Rácz János (1961–1963)
- Udvarhelyi József (1963–1968)
- Vasile Rus (1968–1972)
- Pavel Chiorean (1972–1975)
- Ironim Buda (1975–1989)
- Dumitru Moldovan (1990. január)
- Orbán Dezső (1990. január–augusztus)
- Victor Suciu (1990–1992)
- Nagy Győző (1992–1996)
- Fodor Imre (1996–2000)

## 2000-től
- Dorin Florea (2000–2020)
- Soós Zoltán (2020–)